# Sargis Martirosjan
Sargis Martirosjan (en arménien : Սարգիս Մարտիրոսյան), né le 14 septembre 1986, est un haltérophile autrichien.

## Palmarès

### Jeux olympiques
- 2020 à Tokyo
  - 10e en plus de 109 kg
- 2016 à Rio de Janeiro
  - 11e en moins de 105 kg

### Championnats d'Europe
- 2023 à Erevan
  -  Médaille de bronze à l'arraché en moins de 109 kg
- 2022 à Tirana
  -  Médaille de bronze à l'arraché en moins de 109 kg
- 2018 à Bucarest
  -  Médaille de bronze au total en moins de 105 kg
  -  Médaille d'or à l'arraché en moins de 105 kg
- 2017 à Split
  -  Médaille d'argent à l'arraché en moins de 105 kg
- 2016 à Førde
  -  Médaille de bronze à l'arraché en moins de 105 kg